# Raionul Liubașovca, județul Golta
Raionul Liubașovca a fost unul din cele cinci raioane ale județului Golta din Guvernământul Transnistriei între 1941 și 1944.

## Localități
- Liubașivka